# Alvaro Superchi
Alvaro Superchi (Marcaria, 3 aprile 1944) è un sindacalista e politico italiano.

## Biografia
Operaio dell'Alfa Romeo, attivo nel sindacato, fu eletto alla Camera col Partito Democratico della Sinistra in occasione delle elezioni politiche del 1994, a seguito delle opzioni dei candidati plurieletti. Ricandidato dall'Ulivo alle successive politiche del 1996, nel collegio Milano 10, fu sconfitto dal candidato del Polo per le Libertà Gabriele Cimadoro.
Dopo il pensionamento come operaio continua a fare militanza sindacale nella CGIL milanese e nell'Auser.